# Liste der Monuments historiques in Gondenans-Montby
Die Liste der Monuments historiques in Gondenans-Montby führt die Monuments historiques in der französischen Gemeinde Gondenans-Montby auf.

## Liste der Immobilien
| Bezeichnung       | Beschreibung | Standort                       | Kennzeichnung | Schutzstatus | Datum | Bild           |
| ----------------- | --- | ------------------------------ | ------------- | ------------ | ----- | -------------- |
| Château de Montby | Burg, im 14. Jahrhundert erbaut, wiederholt zerstört und wieder aufgebaut, nach der Französischen Revolution als Nationalgut verkauft, seitdem landwirtschaftlich genutzt | Montby, clos du Château (Lage) | PA25000067    | Inscrit      | 2009  | weitere Bilder |